# Otto Lang
Otto Emil Lang (né le 14 mai 1932) est un avocat et ancien homme politique canadien.

## Vie et carrière
Otto Lang est né à Handel, en Saskatchewan. Boursier Rhodes, Lang est titulaire d'un baccalauréat et d'un baccalauréat en droit de l'Université de la Saskatchewan, d'un baccalauréat en droit de l'Université d'Oxford (Exeter College) et d'un doctorat en droit de l'Université du Manitoba. Il joue pour le club de hockey sur glace de l'Université d'Oxford, remportant deux Blues.
En 1961, il est nommé doyen de la faculté de droit de l'Université de la Saskatchewan, devenant ainsi le plus jeune à occuper ce poste, et il occupe ce poste jusqu'en 1969.
Lang est le seul candidat libéral en Saskatchewan élu à la Chambre des communes du Canada lors des élections de 1968. Il est réélu aux élections de 1972 et de 1974 comme député de Saskatoon—Humboldt. Il est ministre sans portefeuille (1968-1970), ministre responsable de la Commission canadienne du blé (1969-1979), ministre par intérim des Mines, de l'Énergie et des Ressources (1969), ministre de la Main-d'œuvre et de l'Immigration (1970-1972), ministre de la Justice et procureur général (1972-1975), ministre des Transports (1975-1979), ministre par intérim des Communications (1975), ministre par intérim de la Justice et procureur général (1978) et ministre de la Justice et procureur général (1978). Suite à une révision de la carte électorale, il choisit d'être candidat dans la circonscription de Saskatoon-Est lors des élections fédérales de 1979 et perd contre Robert Ogle du Nouveau Parti démocratique.
Après sa carrière politique, Lang est vice-président exécutif de Pioneer Grain Co. Ltd., président du conseil d'administration de l'Institut des transports de l'Université du Manitoba et président-directeur général de Centra Gas Manitoba Inc. A la retraite, il siège au conseil d'administration de plusieurs sociétés, dont Investor's Group et l'Administration aéroportuaire de Winnipeg. En 2005-2006, Lang copréside la campagne électorale libérale fédérale pour le Manitoba. Il participe également à des activités internationales en tant que consul général honoraire du Japon.
En 1999, il est nommé Officier de l’Ordre du Canada.

## Archives
Il existe un fonds Otto E. Lang à l'institution Bibliothèque et Archives Canada.